# Галл Аноним

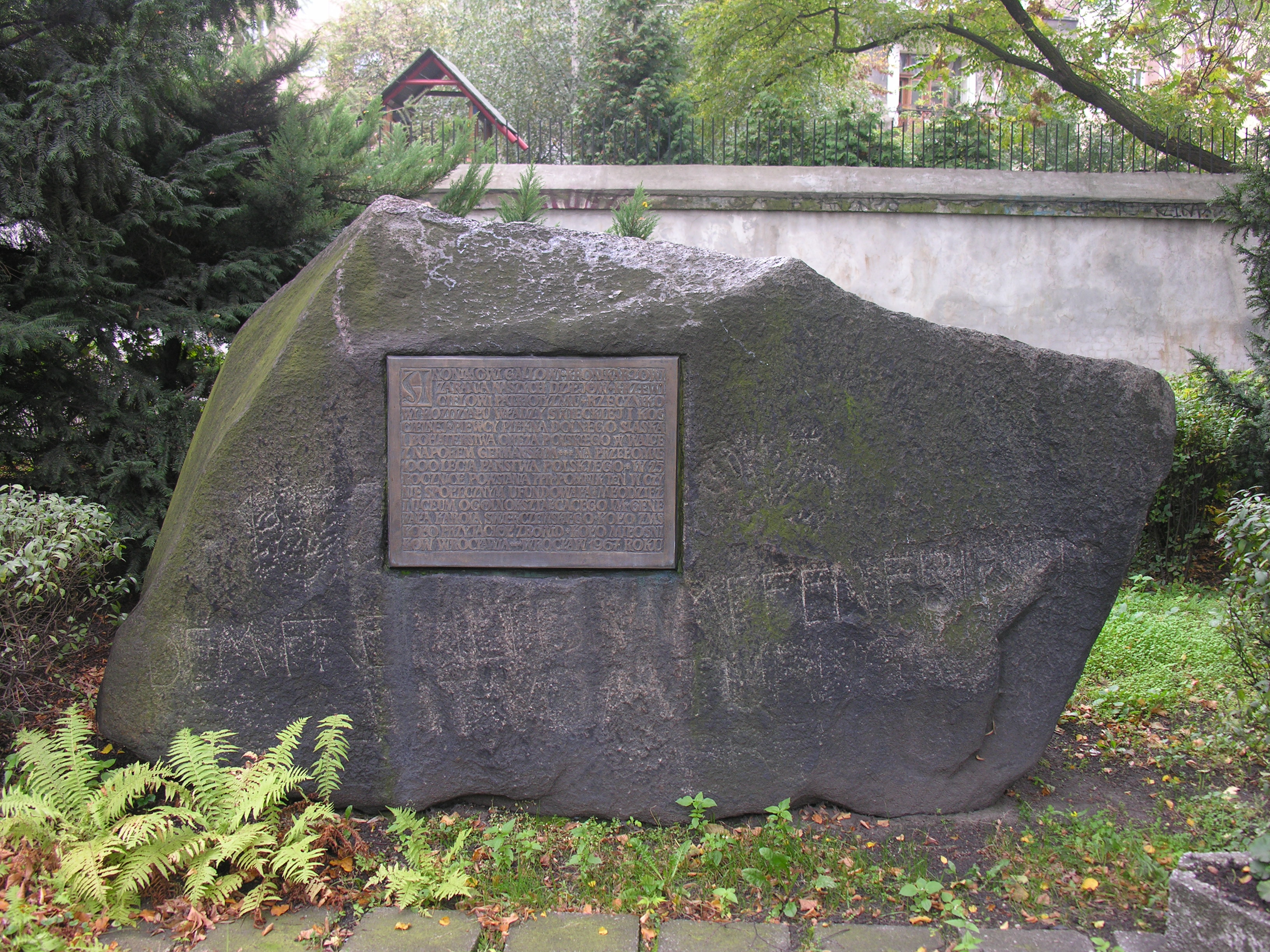
Плита во Вроцлаве, упоминающая Галла Анонима

Галл Анони́м (лат. Gallus Anonymus, пол. Gall Anonim; конец XI — начало XII века) — автор древнейшей польской хроники, написанной на латинском языке, под названием Cronicae et gesta ducum sive principum Polonorum, в русском переводе известной как «Хроника или деяния князей и правителей польских». Происхождение Галла Анонима продолжает быть предметом научных споров (в частности, неясно, указывает ли имя Галл на французское происхождение, работал ли он раньше в Венгрии).
Хроника Галла Анонима состоит из 3 книг и охватывает историю Польши до 1113 (период, практически синхронный описываемому в русской Повести временных лет и «Чешской хронике» Козьмы Пражского), даёт в целом достоверное её изложение, является наиболее богатым и ценным источником.
Хроника послужила источником для дальнейшей польской средневековой и новой историографии. В частности, на историографической концепции Галла основывалась польская идеология «золотой вольности».
Впервые издана в 1749 году.

## Биография
Автор «Деяний» мало написал о себе и не писал о современных ему источниках. Единственный внешний источник о жизни первого польского хрониста — короткая заметка, оставленная несколько веков спустя Кромером, польским хронистом XVI века. Ряд биографических сведений можно почерпнуть на основании анализа самого текста «Деяний» и их литературного стиля. Однако все это — очень скудные данные, которые позволяют современным медиевистам создавать многочисленные гипотезы о происхождении Галла Анонима, вызывающие постоянные научные споры.

### Кромер
Князь-епископ Вармии Мартин Кромер (1512—1589) на полях страницы 119 «Хайльсбергской рукописи» написал: Gallus hanc historiam scripsit, monachus, opinor, aliquis, ut ex proemiis coniicere licet qui Boleslai tertii tempore vixit, то есть «Галл написал эту историю, некий монах, по моему мнению, живший во время Болеслава III, что можно предположить из введения». Неизвестно, обозначал ли Кромер словом «Галл» действительное имя или он его относил к национальности галла (Gallus в тот период обозначало «француз»), а также на чём он основывал эту идентификацию.
Хайльсбергская рукопись — это один из трех сохранившихся источников «Деяний», написанный между 1469 и 1471 годами. С середины XVI до XVIII столетий находилась в городе Гейльсберг (ныне Лидзбарк-Варминьский, Польша). Позднее был опубликован по распоряжению другого князя-епископа Вармии — Адама-Станислава Грабовского (1698—1766).
Благодаря Кромеру за анонимным автором как раз закрепилось прозвище «Галл».

### Биографические сведения, содержащиеся в «Хронике»
Из текста Cronica Polinorum известно, что Галл Аноним:
- прибыл в Польшу из Венгрии;
- в юности был паломником-пилигримом;
- подчеркивал своё уважение к культу св. Эгидия, распространенному в Провансе;
- явно не был скандинавом: показал свою недостаточность знаний о Северной Европе;
- был участником встречи двух королей — Болеслава Кривоустого и Кальмана I Книжника, состоявшейся в 1106 году в Венгрии.

Анализ литературного стиля позволяет сделать следующие выводы.
1. Писательская манера свидетельствует о высокой образованности (что свидетельствует о монашестве либо о принадлежности к знатному роду).
2. Хроника явно написана человеком, обладающим литературным опытом, то есть для Галла это был не первый литературный труд.
3. Стиль хроники — новаторский для того времени. Он появился на севере Франции и использовался главным образом во Фландрии, Рейнской области, Голландии и Бельгии.
4. Польские профессора Данута Боравска[5] и Мариан Плезиа[6] подозревают, что clericus de penna vivens («духовник, живущий пером») ранее должен был написать Gesta Hungarorum («Деяния венгров» — своеобразный венгерский эквивалент «Хроники» Галла) и Translatio Sti Nicolai («Обретение мощей святого Николая», венецианское произведение).
5. Некоторые исследователи указывают на то, что писательский стиль Галла сходен со стилем Хильдеберта де Левардена (Хильдеберта Турского, ок. 1055 — 1133) и на основании этого предполагают, что Галл получил образование в Ле-Мане или (по мнению Затея)[7], в Шартре или Беке в Нормандии.

### Реконструкция
На основании всего вышеизложенного медиевисты следующим образом реконструируют жизненный путь хрониста. Галл Аноним жил во времена Болеслава III Кривоустого. В Краков в Польском княжестве мог прибыть около 1089 или 1109. Хронику, скорее всего, написал по желанию канцлера Михала Абданка в 1112—1116. Не исключено, что после смерти канцлера Михала вел канцелярию княжеской капеллы.

### Гипотезы о происхождении Галла Анонима
1. Аноним был поляком. Этот тезис был опровергнут, когда выяснилось, что он появился вследствие недоразумения. Готфрид Ленгних (Gotfryd Lengnich) в 1749, впервые выпуская в печать Польскую Хронику, в качестве автора поставил Мартина Галла. При этом издатель спутал Анонима с Мартином Галликом, о котором мог прочитать у Яна Длугоша.
2. Аноним был монахом из Прованса, из монастыря св. Эгидия. Именно в этом монастыре покоились мощи св. Эгидия, туда же высылал дары Владислав I Герман, моля Бога о потомке. Монах проводил какую-то часть времени в отделении этого монастыря в Шомодьваре в Венгрии (медье Шомодь), отсюда его хорошее знание венгерской географии. Был также автором хроники Gesta Hungarorum («Деяния венгров»), то есть венгерского эквивалента Польской хроники, созданной примерно в тот же период. Библиотека монастыря св. Эгидия была уничтожена в 1562, поэтому вполне объясним недостаток материалов, который мог бы подтвердить или опровергнуть эту теорию. В этом случае памятником Галлу можно считать памятник анонимному автору «Деяний венгров», установленный в конце XIX века у замка Вайдахуньяд в Будапеште (гипотеза М. Плезиа, M. Plezia). По мнению австралийского историка-медиевиста (Мельбурнский университет) Дариуша фон Гуттнер-Споржинского, он мог быть бенедиктинцем из аббатства Св. Эгидия в Cен-Жиль-дю-Гар в Провансе, попавшим в Польшу через Венгрию не позже 1110 года.
3. Аноним был венгерским монахом. В Польшу скорее всего прибыл из монастыря св. Эгидия в Шомодьваре около 1110 вместе с возвращающимся из паломничества Болеславом III, который таким способом совершал покаяние за клятвопреступление против своего брата Збигнева. Тогда же состоялся тайный совет с Кальманом. Однако тогда ни в монастыре в Шомодьваре, ни где-то ещё в Венгрии не было ещё центра литературы, где бы монахи могли так хорошо обучиться латинскому языку (гипотеза П. Давида (P. David), выдвинута накануне Второй мировой войны).
4. «Венецианская» гипотеза была впервые оглашена в 1904 польским историком Тадеушом Войцеховским. Последний считал, что Галл был членом знатного рода Орсеоло, из которого вышли несколько дожей Венеции. Мог скрываться в монастыре св. Николая на острове Лидо в Венеции. Позднее был воспитателем королевича Мешко, находящегося в Венгрии в изгнании. Вместе с последним прибыл в Польшу в 1089.
В 1965 версия о венецианском происхождении Галла Анонима была вновь предложена Боравской, но не получила признания. В последние годы, однако, она была переработана и к настоящему времени заслужила позитивные отзывы нескольких польских медиевистов. Она была предложена профессорами Янушем Берняком, Романом Михаловским и Войцехом Фалковским. Фалковский заключил, что две теории — французская и итальянская — могут быть менее взаимоисключающие, чем некоторые думают, потому что Галл мог быть рожден в Италии, быть монахом в Лидо, а позднее путешествовать во Францию и Венгрию.
Согласно Томашу Ясиньскому, который опубликовал в 2008 книгу о Галле, хронист прибыл в Польшу по Эгнатиевой дороге через славяноязычные страны «Эпир, Фракию, Далмацию, Хорватия, Истрию». Когда Ясиньский сравнил «Хронику» с «Обретением мощей святого Николая», он нашел более 100 сходств. Ясинский заключил, что Галл, подобно многим представителям венецианского духовенства того времени, имел прирожденное знание как итальянского, так и славянских языков. Таким образом, Галла Анонима можно отождествить с Монахом из Лидо — автором истории об обретении мощей св. Николая Великого, по-видимому, происходившим из северо-итальянских или адриатических культурных кругов и имевших близкие связи с Далмацией, а особенно с Задаром.
Однако, Пол В. Кноль (Knoll) и Фрэнк Шер (Shaer) расценивают венецианскую гипотезу как «слишком слабую, чтобы её можно было серьёзно рассматривать».
5. Аноним был монахом из Фландрии. В 1081 году епископ познанский Франко пребывал в монастыре св. Губерта в Арденнах во Фландрии (связанном с культом св. Эгидия). В 1061 году монах этого монастыря Ламберт Младший написал хронику. Позднее он должен был убежать из этого монастыря (гипотеза Е. Затея, Jerzy Zathey). 
6. Аноним — знатный француз, а именно — пропавший без вести во времена Первого крестового похода граф Эно Бодуэн II. Французский историк и культуролог Бернар Гене называет его «французским монахом».

## Значение
Анонимный автор «Деяний» оказал значительное влияние на последующее течение польской истории, по этой его версии ранняя история Польши держалась на власти правителя, подчиненного власти Бога как выражению голоса народа (в соответствии с известной латинской пословицей: «Vox populi, vox Dei»).
Эта концепция укрепила электоральные традиции польской знати и её тенденцию к неподчинению высшей государственной власти. Через «Хронику» Викентия Кадлубека и «Проповедь» Станислава из Скарбимежа она внесла вклад в развитие единственной в своем роде «Золотой вольности», которая будет характерной чертой Речи Посполитой, в которой короли были избираемы и были вынуждены повиноваться польскому парламенту — Сейму.

## Публикации
- Галл Аноним. Хроника или деяния князей или правителей польских. — М.: АН СССР, 1961. Предисловие. Книга 1. Книга 2. Книга 3. Восточная литература. Дата обращения: 18 февраля 2011.
- Галл Аноним. Хроника или деяния князей или правителей польских / Польские латиноязычные средневековые источники. Тексты, перевод, комментарий. — М.: Наука, 1990. Предисловие. Текст. Литература. Сокращения. Восточная литература. Дата обращения: 18 февраля 2011.
- Галл Аноним. Хроника и деяния князей или правителей польских // В кн.: Козьма Пражский. Чешская хроника. Галл Аноним. Хроника и деяния князей или правителей польских / Подг. А. И. Цепковым. — Рязань: Александрия, 2009. — С. 247-385. — (Источники истории). — ISBN 978-5-94460-082-0.

- Gottfried Lengnich (ed.). Vincentius Kadlubko et Martinus Gallus scriptores historiae Polonae vetustissimi cum duobus anonymis ex ms. bibliothecae episcopalis Heilsbergensis edititi. — Danzig, 1749.
- Laurence Mizler de Kolof (ed.). Historiarum Poloniae et Magni Ducatus Lithuaniae Scriptorum Quotquot Ab Initio Reipublicae Polonae Ad Nostra Usque Temporar Extant Omnium Collectio Magna. — Warsaw, 1769.
- Jan Wincenty Bandtkie (ed.). Martini Galli Chronicon Ad Fidem Codicum: Qui Servantur In Pulaviensi Tabulario Celsissimi Adami Princpis Czartoryscii, Palatini Regni Poloniarum/ Denuo Recensuit … — Warsaw, 1824.
- J. Szlachtowski and P. Koepke, Chronica et Annales Aevi Salici, in Georg Henirich Pertz (ed.), Monumenta Germaniae Historica. — Band IX. — Hannover, 1851. — pp. 414—78.
- Monumenta Poloniae Historica, с текстом «Хроники», A. Bielowski (eds.). — T. I. — Lwów, 1864. — s. 379—484.
- Ludwig Finkel & Stanisław Kętrzyński (eds.). Galli Anonymi Chronicon. — Lemberg, 1898.
- Anonim, tzw. Gall, Kronika Polska, tłum. Roman Grodecki // Biblioteka Narodowa. — Seria I. — nr. 59. — Kraków, 1923.
- Julian Krzyżanowski (ed.). Galla Anonima Kronika: Podobizna Fotograficzna Rekopisu Zamoyskich z Wieku XIV. Wyda i Wstepem Opatrzy Julian Krzyzanowski // Galli anonymi Chronicon codicis saeculi XIV Zamoscianus appellati reproductio paleographica. — Warsaw, 1946.
- Karol Maleczyński: podstawowe wydanie krytyczne: Anonima tzw. Galla Kronika czyli dzieje książąt i władców polskich, red. K. Maleczyński // Monumenta Poloniae Historica. — S. сII. — T. 2. — Kraków, 1952 (с латинским текстом «Хроники»).
- Anonim, tzw. Gall. Kronika polska, tłum. Roman Grodecki. Zakład Narodowy im. Ossolińskich // Biblioteka Narodowa. — Seria I. — nr. 59. — Wrocław, 1965.
- Gall Anonim. Kronika polska, tłum. Roman Grodecki. Zakład Narodowy im. Ossolińskich // Biblioteka Narodowa. — Wrocław, 2003. — ISBN 83-04-04610-5.
- Knoll & Schaer (eds.). Gesta Principum Polonorum: The Deeds of the Princes of the Poles. — Budapest, 2003.